# Estarás
Estarás (oficialmente y en catalán Estaràs) es un municipio y localidad española de la provincia de Lérida, en la comunidad autónoma de Cataluña. El término municipal, con una población de 162 habitantes (INE 2024), incluye, además de la cabecera municipal, los núcleos de Altarriba, Farrán, Gaver, Malacara y Vergós Guerrejat.

## Geografía
El municipio está ubicado en la comarca de la Segarra, en la parte oriental de ésta y en el límite con la de Noya. En el siglo XIX se menciona la existencia en el término de «abundantes pinos en forma de bosque». Incluye, además de la cabecera municipal, los núcleos de Altarriba (Alta-riba), Farrán (Ferran), Gaver (Gàver), Malacara y Vergos Garrejats (Vergós Guerrejat).

## Historia
A mediados del siglo XIX, el lugar contaba con una población censada de 39 habitantes. La localidad aparece descrita en el séptimo volumen del Diccionario geográfico-estadístico-histórico de España y sus posesiones de Ultramar de Pascual Madoz de la siguiente manera:

ESTARAS: l. que forma ayunt. con otros 6 pueblos, del cual es cab. del ayunt. en la prov. de Lérida (10 leg.), part. jud. de Cervera (1 1/2), aud. terr. y c. g. de Cataluña (Barcelona 15), dióc. de Vich (14 1/2): sit. en un llano, combatido principalmente por los vientos de S. y N., y el clima, aunque algo frio, es saludable. Tiene 8 casas, una igl. (La Asuncion de Ntra. Sra.) aneja de la parr. de Gabá, cuyo cura la sirve: á unos 30 pasos detras de la misma se halla el cementerio: confina el term. N. Altarriba; E. Castell de Sta. Maria; S. Monfalcó Murallat, y O. Olujas; se encuentra en él una fuente de agua potable que sirve para surtido del vecindario, pasando á la inmediación del pueblo un arroyo que viene del r. Sio, el cual no puede aprovecharse para el riego de las tierras: el terreno en general es de inferior calidad y poco productivo; hallándose en él abundantes pinos en forma de bosque. Los caminos dirigen á Cervera y Calaf en muy mal estado; reciendo la correspondencia del primero de estos puntos por espreso que pasa á recogerla dos veces á la semana. prod.: centeno, cebada, patatas y vino; se mantiene el ganado vacuno preciso para la labranza, y hay caza de conejos y algunas perdices. ind.: dos molinos de aceite. pobl.: 7 vec., 39 alm. cap. imp. 15,819. contr.: el 14'28 por 100 de esta riqueza. presupuesto municipal.: 1,453 rs. 12 mrs. que se cubren por derrama vecinal entre este y los pueblos de Gaba, Altarriba, Vergos, Garrefat, Rubió de Cervera, Malacara y Farran, que forman el ayuntamiento.
(Madoz, 1847, p. 590)

Hacia 1982 cambió su nombre oficial de Estarás por el de Estaràs.

## Demografía
Cuenta con una población de 162 habitantes (INE 2024).
| Gráfica de evolución demográfica de Estaràs entre 1842 y 2021 |
| |
| Población de derecho según los censos de población del INE Población de hecho según los censos de población del INEEn estos censos se denominaba Estarás: 1842, 1857, 1860, 1877, 1887, 1897, 1900, 1910, 1920, 1930, 1940, 1950, 1960, 1970 y 1981 Entre el censo de 1857 y el anterior, crece el término del municipio porque incorpora a 255013 (Altarriba), 255169 (Farrán), 255179 (Gaver), 255221 (Malacara), 255322 (Rubió de Cervera), 255388 (Vergos Garrejats). |

| 1900 | 1930 | 1950 | 1970 | 1981 | 1986 |
| ---- | ---- | ---- | ---- | ---- | ---- |
| 468  | 494  | 404  | 231  | 225  | 201  |